# Raphael Luce

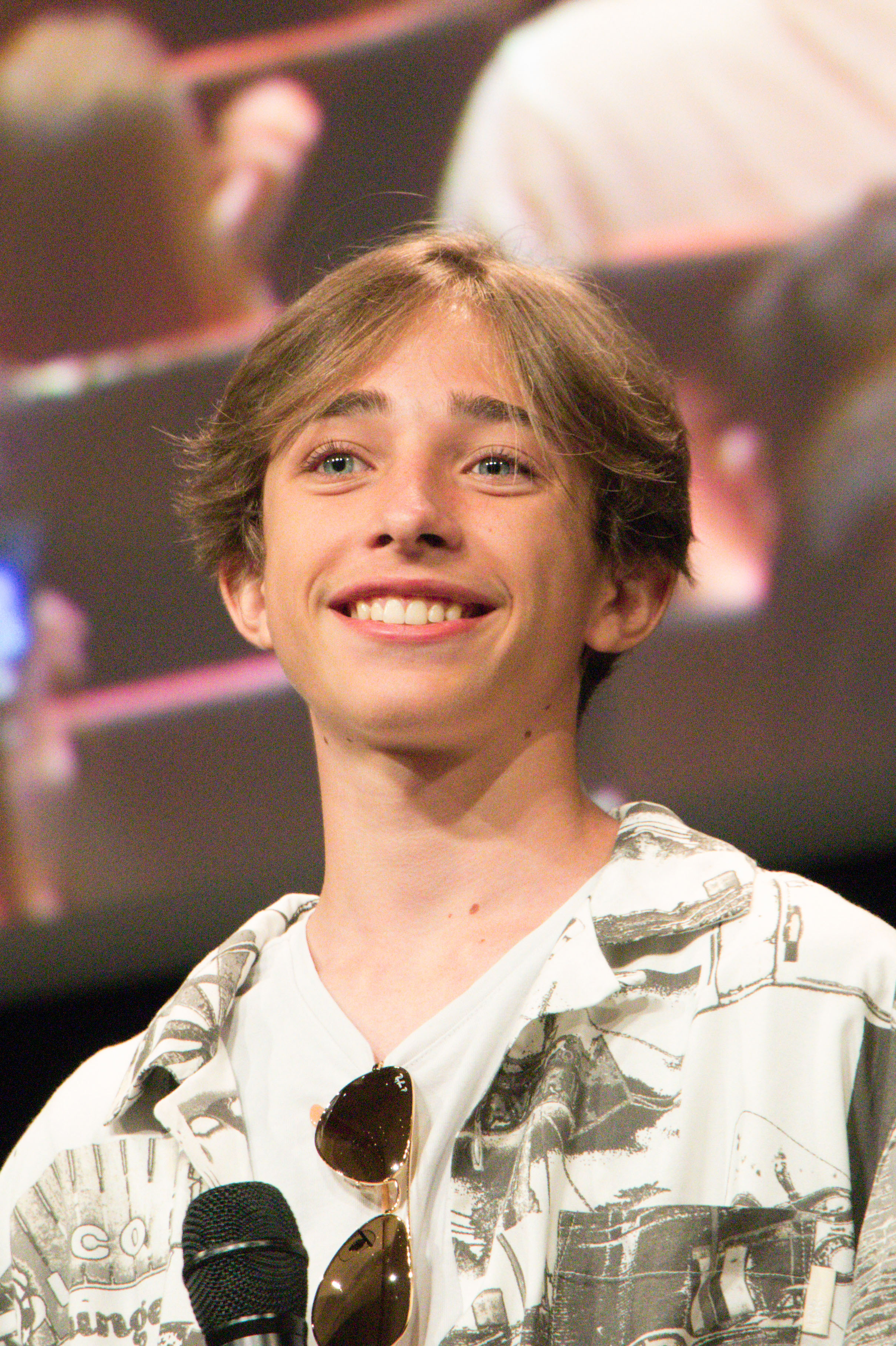
Raphael Luce, 2022

Raphael Luce (* 29. Dezember 2006 in Burlington) ist ein US-amerikanisch-französischer Schauspieler.

## Biografie
Luce wurde in Burlington als Sohn einer Französin und eines Amerikaners geboren. Er studierte am Young Actor’s Studio in Los Angeles. Sein Debüt gab er in einer Folge in Loki. Anschließend war er 2022 in dem Film Moon Manor zu sehen. Im selben trat er in Stranger Things auf. Unter anderem spielte er in The First Lady mit. 2025 wird er in Dracula: A Love Tale zu sehen sein.

## Filmografie
Filme
- 2022: Moon Manor

Serien
- 2021: Loki
- 2022: The First Lady
- 2022: Stranger Things